# Дело «Сети»
Дело «Сети», или «Пензенское дело», — дело об организации анархистов и антифашистов под названием «Сеть», ячейки которой (по версии ФСБ, поддержанной судами) существовали в Москве, Санкт-Петербурге, Пензе, Омске и городах Беларуси. По этому делу были арестованы одиннадцать человек, обвинённых в участии в террористическом сообществе. В феврале 2020 года 7 обвиняемых были приговорены к наказаниям от 6 до 18 лет лишения свободы. Московский окружной военный суд в январе 2019 года признал «Сеть» террористической организацией.
23 июля 2021 года арестованный по «Пензенскому делу» Игорь Шишкин освободился из мест заключения. 
21 апреля 2023 года на свободу вышел Юлий Бояршинов.
5 ноября 2023 года  освободился Арман Сагынбаев. 
22 января 2025 года Виктор Филинков вышел на свободу.

## Аресты и следствие
Девять молодых людей левых убеждений из Пензы и Санкт-Петербурга были обвинены в том, что они создали террористическое сообщество, которое собиралось провести на территории России теракты, приуроченные к выборам президента и чемпионату мира по футболу, чтобы дестабилизировать обстановку в стране.
По версии обвинения, не позднее мая 2015 года у Дмитрия Пчелинцева и неустановленного лица с позывным «Тимофей» — дело в отношении него было выделено в отдельное производство — возник «умысел на создание межрегионального террористического сообщества под условным наименованием „Сеть“», которое должно было объединить российских анархистов в «боевые группы, ставящие своей целью насильственное изменение конституционного строя» и вооружённый захват власти посредством нападений на правоохранительные органы, захвата оружейных складов, атак на органы власти, военкоматы и отделения «Единой России». Для этого Пчелинцев и «Тимофей» собрали боевую группу под названием «5.11» («5 ноября») (по дате казни в 1907 году пензенского революционера Николая Пчелинцева).
По версии обвинения, к лету 2016 года Пчелинцев и другие участники группы разработали «уставной документ межрегионального террористического сообщества», который получил название «Свод „Сети“». В июле они поехали в Петербург, где ознакомили с документом «неустановленных местных анархистов» и предложили им присоединиться к «Сети». Те согласились и создали две боевые группы: «Марсово поле» и «Иордан СПб», она же «СПб1». Затем эмиссары из Пензы посетили Москву, где также была создана боевая группа под названием «Мск» (её участники не установлены). В феврале 2017 года, по версии ФСБ, на съёмной квартире в Петербурге прошёл съезд «Сети», где участники боевых групп из разных регионов обсуждали свою «готовность к выполнению основных целей и задач террористического сообщества, заключающихся в насильственной смене конституционного строя РФ путём нападения на сотрудников правоохранительных органов, военнослужащих, здания полиции, склады с вооружением, военные комиссариаты, офисы партии „Единая Россия“, государственные учреждения с целью дестабилизации деятельности органов государственной власти РФ, воздействие на принятие ими решений и насильственное изменение конституционного строя РФ». Кроме того, Пчелинцева обвинили в том, что ночью 23 февраля 2011 года он с помощью «коктейля Молотова» пытался поджечь здание военкомата Октябрьского и Железнодорожного районов Пензы.
17 октября 2017 года в Пензе был задержан с наркотиками студент Пензенского государственного университета Егор Зорин. Он дал показания, что его знакомый Илья Шакурский и товарищи Шакурского создали террористическую организацию. Зорина также обвинили в участии в террористическом сообществе, но позднее его перевели под домашний арест, 4 сентября 2018 года преследование в отношении Зорина по статье о террористическом сообществе прекратили, по статье о хранении наркотиков он был приговорён к трём годам лишения свободы условно.
После показаний Зорина в октябре 2017 года были арестованы Илья Шакурский, Василий Куксов, Дмитрий Пчелинцев и Андрей Чернов. Из Петербурга в Пензу доставили Армана Сагынбаева и также поместили в изолятор. Обвиняемые утверждали, что к ним применялись пытки, во время которых их заставляли заучивать показания о том, что они состоят в террористическом сообществе «Сеть». Так, Шакурский в суде заявил, что его избивали, пытали током и угрожали изнасилованием; кроме того, его бывшей девушке, по его словам, пригрозили возбуждением уголовного дела, если она не добьётся от Шакурского признательных показаний и отказа от нового адвоката.
23 января 2018 года в Петербурге пропал антифашист и программист Виктор Филинков. Через два дня его нашли — пресс-служба судов написала, что он арестован и признал вину. Позднее Филинков отказался от показаний, рассказав, что они были сделаны под пытками.
25 января, после обыска сотрудниками ФСБ квартиры, во время прогулки с собакой был задержан петербуржец Игорь Шишкин. Дзержинский суд Петербурга арестовал Шишкина по тем же обвинениям, что и Филинкова. Следственные действия в Санкт-Петербурге были санкционированы одним из районных судов Пензы.
11 апреля обвинение в участии в сообществе «Сеть», а также в незаконном хранении взрывчатки было предъявлено Юлию Бояршинову из Петербурга. Сотрудники ФСБ, по данным ОВД-Инфо, требовали от Бояршинова «говорить», угрожая «сделать хуже».
5 июля в Пензе арестовали ещё двоих фигурантов дела, их обвинили в подготовке к производству или сбыту наркотиков в крупном размере (п. «г» ч. 4 ст. 228.1 УК с применением ч. 3 ст. 30 УК).
Все арестованные по делу «Сети» интересовались страйкболом и проводили тренировки, которые, по словам одного из адвокатов, были представлены обвинением как доказательства «незаконного овладения навыками выживания в лесу и оказания первой медицинской помощи».
Согласно обвинениям ФСБ, у Василия Куксова, Дмитрия Пчелинцева и Ильи Шакурского в Пензе при обыске было обнаружено оружие, а у Армана Сагынбаева в Петербурге — ведро с алюминиевой пудрой и аммиачной селитрой (следствие настаивало, что это компоненты самодельных взрывных устройств). Однако все они, кроме Сагынбаева, заявили, что оружие им подбросили; из показаний понятых в суде следует, что в квартиру Шакурского во время обыска первыми вошли сотрудники ФСБ (понятых пригласили только спустя семь минут), а машина Куксова, в которой был найден пистолет, перед обыском стояла открытой.
Изначально большинство обвиняемых дало показания о своей якобы преступной деятельности, однако позже они отказались от них, заявив, что эти показания сотрудники ФСБ получили от них в результате пыток (в том числе электротоком) или угрозы пыток.
25 июля 2018 года стало известно, что обвиняемых по делу «Сети» Филинкова, Бояршинова и Шишкина вывезли из СИЗО Ленинградской области и Петербурга в Ярославль. Затем Филинков и Бояршинов были этапированы в Нижний Новгород, а Шишкин был оставлен в Ярославле.

## Сообщения о пытках обвиняемых
В январе-феврале 2018 года после ареста Филинкова и Шишкина члены петербургской ОНК Яна Теплицкая и Екатерина Косаревская провели «проверки факта и обстоятельств пыток в отношении Виктора Филинкова и Игоря Шишкина», посетив обвиняемых в следственном изоляторе. Правозащитники заявили о наличии ожогов от электрошокеров и следов от избиений у заключённых. У Игоря Шишкина врачи диагностировали перелом нижней стенки глазницы, многочисленные гематомы и ссадины:

Не являясь органами следствия и не имея возможности проводить полноценное расследование, а также не имея заявления о пытках от Игоря Дмитриевича Шишкина, тем не менее члены ОНК полагают изложенное в данном заключении достаточным, чтобы утверждать факт применения пыток со стороны сотрудников УФСБ РФ по СПб и ЛО по отношению к обоим арестованным.— Заключение рабочей группы ОНК по обращениям о пытках в УФСБ РФ по СПб и ЛО
В апреле 2018 года Следственный комитет РФ отказался возбуждать уголовное дело по жалобе одного из обвиняемых по делу, Виктора Филинкова, арестованного в Петербурге, обвинившего сотрудников ФСБ в применении пыток. Сотрудники СК не нашли в действиях оперативников ФСБ никаких нарушений и «поверили» в версию о применении электрошокера к Филинкову при попытке побега из автобуса. 16 августа 2018 года Ленинградский окружной военный суд отказался удовлетворять жалобу Виктора Филинкова на отказ в возбуждении уголовного дела о пытках.
В мае 2018 года Следственный комитет также отказал в возбуждении уголовного дела по жалобе на пытки петербуржца Ильи Капустина, которого допрашивали как свидетеля по делу. По версии следователя, часть повреждений на теле Капустина образовалась от законного применения силы сотрудниками ФСБ (Капустин якобы также пытался сбежать при перевозке), а следы в паху и на животе появились не от ударов электрошокером, а «в результате укусов насекомых».
Арман Сагынбаев рассказал в суде о том, что его пытали электрическим током, когда везли из Санкт-Петербурга в Москву сразу после задержания (в ноябре 2017 года). По его словам, «Это была не только физическая и не только боль. Это [были] мучения, страдания». В мае 2019 года интернет-издание Медиазона опубликовала подробный рассказ о пытках Дмитрия Пчелинцева.

22 мая 2019 года Дмитрий Пчелинцев дал показания на заседании Поволжского окружного военного суда в Пензе, в ходе которого подробно рассказал о перенесённых им пытках.
Это 28 октября, первый день моего пребывания в СИЗО. Я вообще должен был попасть на карантин, который происходит в корпусе «Титаник». Меня завели в камеру 5.2, меня закрыли там. Через две минуты зашли около шести, может быть, семи сотрудников ФСБ. Двое из них были в форме «мультикам», которую используют сотрудники ФСБ. В том числе я узнал в них людей, которые меня конвоировали до этого. И люди в «гражданке», которые, собственно, оперативники. Мне сказали: «Раздевайся». Я первый раз в такой ситуации, я не представлял ничего — возможно, ещё какие-то досмотры или ещё что-то — в конце концов, я чистый. Я разделся. Мне сказали: «Садись на лавочку». Я сел на лавочку, и после того, как мне начали приматывать к лавочке ноги скотчем, я понял, что… ну, как бы, пиши пропало. Достали из сумки динамо-машинку, поставили её на стол. Все сотрудники были в балаклавах и медицинских перчатках. Мне замотали руки за спиной, я был в одних трусах, примотали ноги к лавочке скотчем. Сотрудник, которого зовут Александр, зачистил канцелярским ножом провода и примотал мне их к большим пальцам ног.
По словам бывшего главы Совета по правам человека при Президенте РФ Михаила Федотова, ещё во время своего пребывания в должности он лично обращался к главе ФСБ Александру Бортникову с просьбой расследовать применение пыток к обвиняемым по делу «Сети», однако его обращение ни к чему не привело.
На июль 2019 года уголовных дел в связи с сообщениями о пытках не было возбуждено.
В октябре 2021 года Максим Иванкин заявил, что дал признательные показания из опасения за свою жизнь и здоровье: во время нахождения в тюремной больнице владимирской колонии № 3 лояльные администрации заключенные избивали его, требуя, чтобы он заучил наизусть текст явки с повинной.

## Судебные процессы и приговоры
Игорь Шишкин признал себя виновным, его дело в январе 2019 года рассмотрел в особом порядке Московский окружной военный суд на выездном заседании в Петербурге и приговорил Шишкина к 3,5 годам лишения свободы.
20 марта 2019 года Московский окружной военный суд начал рассматривать дело в отношении Юлия Бояршинова и Виктора Филинкова. Заседания проходили в 224-м гарнизонном военном суде Петербурга, при этом судьи участвовали в них по видеосвязи из Москвы. Бояршинов признал себя виновным и заявил ходатайство о рассмотрении его дела в особом порядке. Однако суд отклонил его просьбу. При этом Бояршинов заявил, что категорически не разделяет идеологию терроризма с насильственными методами свержения органов государственной власти и сообщил, что проходил военную подготовку для возможной борьбы против радикальных националистических группировок, которые готовятся захватить власть в России.
Филинков виновным себя не признал. 15 мая на этом процессе был допрошен свидетель обвинения Егор Зорин, чья «явка с повинной» стала поводом для возбуждения дела.
14 мая 2019 год Приволжский окружной военный суд начал рассматривать в Пензе дело в отношении Максима Иванкина, Василия Куксова, Михаила Кулькова, Дмитрия Пчелинцева, Армана Сагынбаева, Андрея Чернова и Ильи Шакурского. Никто из них виновным себя не признал.
На процессе в Пензе в июне 2019 года в качестве «засекреченного» свидетеля обвинения дал показания человек под псевдонимом «Кабанов». Илья Шакурский заявил, что этот человек был ему известен как Влад Добровольский, бывший неонацист, который пытался завести с Шакурским провокационные разговоры (об изготовлении взрывного устройства и т. п.) Студенты Пензенского государственного университета, когда знакомые Шакурского показали им фотографию «Добровольского», узнали в нём студента ПГУ Влада Гресько. Влад Гресько проходил ключевым свидетелем в деле о незаконном хранении оружия, которое в 2015 году расследовало УФСБ по Пензенской области. Он заводил разговоры на провокационные темы, задавал наводящие вопросы, скрыто записывал все свои беседы и передавал в ФСБ материалы, которые становились основой обвинения. Также в качестве «засекреченных» свидетелей обвинения на этом процессе под псевдонимами «Лисин», «Волков» и «Зайцев» дали показания сокамерники обвиняемых, с которыми обвиняемые якобы разговаривали о своих планах. «Волков» якобы был сокамерником обвиняемого Пчелинцева, однако Пчелинцев это отрицал.
В деле есть информация, что Пчелинцев якобы создал террористическое сообщество в 2013 году, однако в это время он проходил службу в армии. Когда это выяснилось, в материалах стали указывать, что сообщество было создано «не позднее 2015 года», туда вступили все обвиняемые. Но в тот год в армии находился другой фигурант дела — Максим Иванкин. Пчелинцев говорил в суде: «Самым „загадочным неустановленным обстоятельством“ этого дела является съезд „Сети“ в Петербурге в 2017 году. То мероприятие, которое питерское ФСБ пытается выставить съездом, проходило 2-4 февраля, и там не было никого из подсудимых, кроме меня. А то мероприятие, которое съездом пытается выставить пензенское ФСБ, не было даже мероприятием, а было впиской (приездом в гости) в марте, и там тоже не было никого из обвиняемых. Все слова о захвате и смене власти писались человеком, который в этом не разбирается». На найденном в автомашине Куксова пистолете отсутствуют отпечатки пальцев и биологические следы кого-то из фигурантов дела, на найденных в автомашине Пчелинцева гранатах следов тоже нет. Пчелинцев и Куксов заявили, что их автомашины заранее были вскрыты, на замке одной из них были следы механических повреждений. Понятые подтвердили в суде, что машины не были заперты. Ещё один понятой, присутствовавший на обыске квартиры Ильи Шакурского, рассказал, что в квартиру сначала вошёл сотрудник ФСБ, а потом спустя некоторое время понятых пригласили внутрь и им сообщили об обнаружении огнетушителя, посчитав его самодельным взрывным устройством. Пистолет, найденный в доме Шакурского, оперативники извлекли из-под дивана. но на оружии не оказалось ни пылинки, как не было и отпечатков пальцев Шакурского. Файл с уставом «Сети» на компьютере Шакурского появился уже после его задержания. Адвокаты выяснили: после изъятия ноутбука Шакурского 18 октября 2017 года и до его осмотра 20 февраля 2018 года в содержимое компьютера вносились изменения как минимум дважды — 30 октября и 1 ноября 2017 года.
В своём последнем слове Илья Шакурский заявил, что обвинение предоставило материалы дела без реальных доказательств вины подсудимых и проявило таким образом «неуважение к суду». По его словам, сотрудники ФСБ не пытались доказать ключевую часть обвинения о способах и местах нападения на сотрудников правоохранительных органов; со слов Шакурского осталось неясным, каким именно образом «Сеть» планировала воздействовать на конституционный строй России. Максим Иванкин в последнем слове сказал, что все доказательства сфальсифицированы, следователь — неквалифицирован, а дело — политически мотивированное.
10 февраля 2020 года Приволжский окружной военный суд (председательствующий — судья Юрий Клубков) признал семерых фигурантов виновными и приговорил:
- Дмитрий Пчелинцев (организация террористического сообщества, хранение оружия) — 18 лет лишения свободы;
- Илья Шакурский (организация террористического сообщества, хранение оружия и взрывчатых веществ) — 16 лет лишения свободы и штраф в 50 тысяч рублей;
- Андрей Чернов (участие в деятельности террористического сообщества, статья о наркотиках) — 14 лет лишения свободы;
- Максим Иванкин (участие в деятельности террористического сообщества, покушение на сбыт наркотиков в особо крупном размере) — 13 лет лишения свободы;
- Михаил Кульков (участие в деятельности террористического сообщества, покушение на сбыт наркотиков в крупном размере) — 10 лет лишения свободы;
- Василий Куксов (участие в деятельности террористического сообщества, хранение оружия) — 9 лет лишения свободы;
- Арман Сагынбаев (участие в деятельности террористического сообщества) — 6 лет лишения свободы.

С Дмитрия Пчелинцева сняли обвинение в попытке поджога военкомата.
В приговоре, в частности, говорится:

Усматривается, что социальные акции, проводимые подсудимыми, такие как «еда вместо бомб», «дни вегана» и иные, проводились на фоне информационных плакатов с надписями о критике в адрес государства, тратящего деньги на вооружение, а не для оказания помощи людям. При этом в ходе судебного следствия все подсудимые и свидетели защиты показали, что данные акции проводились свободно и без ограничений, иногда по согласованию с органами власти. Таким образом, заявления подсудимых с учётом их непризнательной позиции и несогласия с предъявленным обвинением о якобы фабрикации уголовного дела по политическим мотивам подтверждения не нашли, а поэтому суд признаёт их надуманными и не соответствующими действительности.

Суд постановил уничтожить вещественные доказательства по делу, в частности, учебные пособия по стрелковому делу, книгу Карла Маркса, разные анархистские издания.
Адвокаты всех семерых осуждённых подали апелляции на приговор.
У Армана Сагынбаева выявлена ВИЧ-инфекция, у Василия Куксова — туберкулёз.
26 февраля 2020 года в Санкт-Петербурге возобновился процесс по делу Виктора Филинкова и Юлия Бояршинова. Дело рассматривалось в Санкт-Петербурге, но Вторым Западным окружным военным судом, который расположен в Москве. Процесс был прерван летом 2019 года и был возобновлён после вынесения приговоров на процессе в Пензе. 28 февраля суд допросил по видеосвязи в качестве свидетелей осуждённых в Пензе Илью Шакурского и Максима Иванкина. Оба говорили о пытках ФСБ и непричастности к подготовке вооружённого мятежа. Шакурский заявил, что мог видеть на концертах и других мероприятиях Филинкова и Бояршинова, но близко с ними не общался. В суде также обсуждался так называемый «Свод „Сети“», или «Положение». Следствие считало его программным документом, планом по захвату власти. Но выяснилось, что это 33-страничный набор записей на разные темы, от обсуждений секса втроём до кулинарных рецептов. Эксперты пришли к выводу о неоднородности «Свода» и затруднились дать ему содержательную характеристику.
22 июня 2020 года суд вынес приговор Виктору Филинкову и Юлию Бояршинову: оба были признаны виновными, при этом Филинков своей вины не признал, а Бояршинов признал, что встречался с другими активистами и посещал специальные тренировки и изучал нормативные документы и программы, но не согласился с обвинением в попытке свержения конституционного строя. В итоге Филинков получил 7 лет колонии, Бояршинов за счёт частичной сделки со следствием — 5 лет и 6 месяцев. Приговор был негативно воспринят общественными активистами и сторонниками задержанных, которые устроили акции протеста у здания суда.
20 октября Апелляционный военный суд оставил без изменений приговор Приволжского окружного военного суда.
Юлиан Бояршинов отбывал наказание в карельской колонии № 7 в Сегеже и был освобожден 21 апреля 2023 года. В мае 2023 года сообщалось, что он находится в Барселоне.

### Другие обвинения
В ноябре 2019 года шестеро девушек-активисток, знакомых с Арманом Сагынбаевым, обвинили его в изнасилованиях, намеренном заражении их ВИЧ-инфекцией и сексе с несовершеннолетней. В феврале 2020 года сайт Meduza опубликовал статью, в которой говорилось о причастности Пчелинцева, Шакурского, Чернова и Иванкина к наркоторговле в Пензе, к убийству Артёма Дорофеева в Рязанской области и пропаже без вести Екатерины Левченко. Родители Левченко попросили полицию проверить эту информацию. В марте знакомый обвиняемых из Пензы Алексей Полтавец, уехавший на Украину, заявил, что он убил Дорофеева, а Иванкин — Левченко. По словам Полтавца, их убили, чтобы они не рассказали ФСБ о наркоторговле пензенцев. В то же время причастность упомянутых фигурантов дела к терроризму и незаконному обороту взрывчатки в обоих случаях отрицалась.
4 марта 2020 года вблизи деревни Лопухи Рязанской области было найдено тело женщины, предположительно Екатерины Левченко. 6 марта останки переданы на экспертизу в центр УВД Рязанской области.
Иванкину, который уже отбывал 13-летний срок заключения по делу «Сети», было предъявлено обвинение в убийстве. Осенью 2021 года Иванкин сообщил своему адвокату, что из него пытками выбили признание в убийстве, и заявил, что он по-прежнему не признает себя виновным. Дело по обвинению Иванкина в убийстве было передано на рассмотрение Рязанского областного суда с участием коллегии присяжных. В отношении Полтавца, который находится вне России, было принято заочное решение об аресте.

## Общественный резонанс

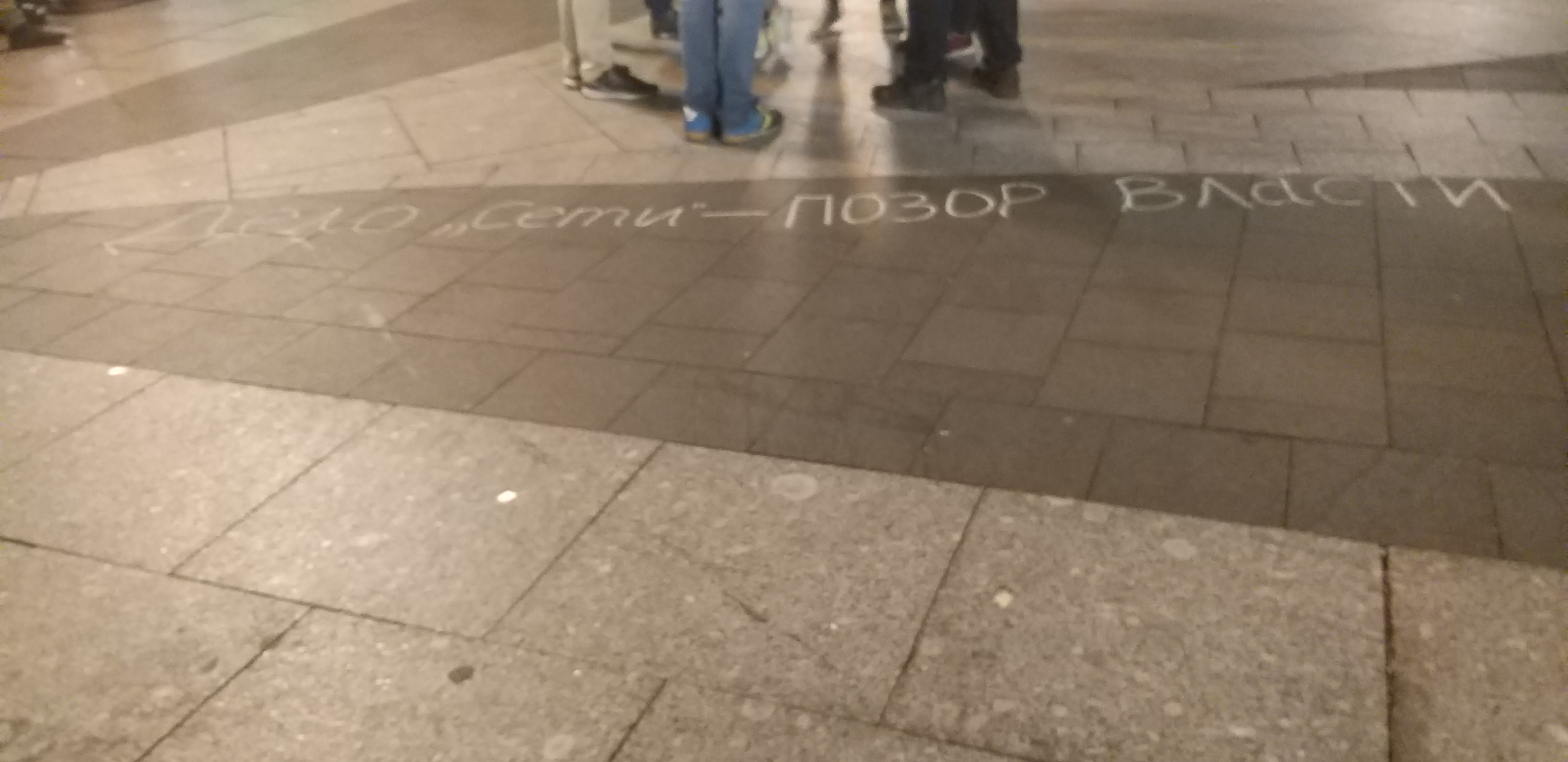
Протестная надпись на тротуаре в Москве

В мае 2018 года в Овсянниковском саду в Санкт-Петербурге прошёл согласованный с властями митинг солидарности с арестованными по делу «Сети».
В июле 2018 года российская делегация во время заседания Комитета ООН против пыток проигнорировала вопрос спецдокладчика Клода Хеллера о сообщениях о пытках обвиняемых и свидетеля по этому делу.
По мнению ряда правозащитников и журналистов, уголовное дело было сфальсифицировано, а доказательства были сфабрикованы с грубым нарушением прав арестованных.
Родители обвиняемых по делу «Сети» создали неформальную организацию «Родительская сеть», цель которой — бороться за права фигурантов дела. В частности, они обратились к уполномоченному по правам человека Татьяне Москальковой с просьбой о расследовании случаев применения пыток в отношении их детей и недопущения их применения в дальнейшем ходе расследования.
Также было опубликовано обращение родственников задержанных в Пензе и Санкт-Петербурге к обществу и власти и заявление общественных деятелей в поддержку узников по делу «Сеть».
28 октября 2018 года в Москве, Санкт-Петербурге и ряде других городов состоялись демонстрации в поддержку обвиняемых по делу «Сети» и делу «Нового величия». Эти акции власти отказались согласовать в заявленных организаторами местах. В Москве на Лубянской площади собрались до 1500 человек. Было задержано 14 человек. В Санкт-Петербурге акция прошла на Невском проспекте, было задержано не менее 40 человек. Акции прошли также в Пензе, Новосибирске, Ростове-на-Дону, Иркутске.
31 октября 2018 года в Архангельске 17-летний Михаил Жлобицкий взорвал самодельное взрывное устройство, зайдя в здание регионального управления ФСБ. Он погиб на месте, были ранены трое сотрудников управления. За 15 минут до взрыва в телеграм-канале «Речи Бунтовщика» появилось сообщение под ником, не совпадающим с реальным именем погибшего, о том, что он собирается совершить взрыв: «Так как ФСБ ******, фабрикует дела и пытает людей, я решился пойти на это». Жлобицкий проявлял интерес к анархизму. Некоторые журналисты связали теракт Жлобицкого с делом «Сети».
11 декабря 2018 года в ходе заседания Совета по правам человека журналист Николай Сванидзе и глава Совета по правам человека Михаил Федотов сообщили президенту РФ В. Путину, что в отношении фигурантов уголовного дела «Сеть» были применены пытки электрошокерами, а в отношении фигурантов «Нового величия» силовики предприняли провокации. Путин заявил, что ему не докладывали о делах «Нового величия» и «Сети»: «Надо посмотреть. Вы говорите, что они гапоновщиной какой-то там занимались? Я вообще первый раз об этом слышу» и добавил, что «безусловно, с этим нужно поразбираться».
В апреле 2019 года правозащитник Лев Пономарёв, одним из первых выступивший в защиту фигурантов дела, на интернет-платформе Change.org разместил петицию с требованием прекратить «дело Сети», а также расследовать факты применения пыток. Петицию подписали Андрей Макаревич, Лия Ахеджакова, Людмила Улицкая, Наталья Фатеева, Гарри Бардин и многие другие.
Международная правозащитная организация Amnesty International потребовала прекращения дела и освобождения обвиняемых, утверждая, что террористическая организация «Сеть» никогда не существовала.

### Медиаосвещение
В апреле 2018 года телеканал НТВ показал документальный фильм про дело «Сети» «Опасная сеть», в котором жену Виктора Филинкова Александру Аксёнову называли «главным идеологом» «террористического сообщества» и сообщается, что она якобы приехала в Россию с Украины, чтобы создать «радикальное движение по образцу украинского „Правого сектора“». Картина вышла вскоре после заявлений фигурантов дела о пытках.
В июне 2018 года по редакционному заданию для расследования обстоятельств дела приезжали журналисты телеканала RT, однако фигуранты отказались общаться с ними. Адвокат Олег Зайцев сообщал о попытках сотрудников ФСИН склонить Пчелинцева и Шакурского дать интервью данному СМИ. Ни до данного инцидента, ни после него, на сайте RT данный процесс не упоминался, в то же время его пресс-служба следующим образом отреагировала на обвинения в свой адрес: «Никакого принуждения к интервью со стороны телеканала RT не было. Также обращаем внимание „оппозиционных“ СМИ, что стоит уже определиться с позицией: вы возмущены тем, что RT ничего не делает по расследованиям возможных пыток в тюрьмах, или тем, что делает?»
НТВ выпустило документальный фильм «Опасная сеть — 2», в котором называют фигурантов дела террористами, которые хотели убить сотни людей. Правозащитников и адвокатов, защищающих обвиняемых, журналисты государственного телеканала обвиняют в «грантоедстве» и работе на западные страны с целью дискредитации России. Большая часть материалов была взята из первого фильма НТВ, вроде обвинения в адрес Шакурского со стороны его первого адвоката Михаила Григоряна (за которые он получил замечание от местной адвокатской палаты из-за их неэтичности). Единственным новым спикером программы стал политолог Алексей Мартынов, приравнивавший защитников фигурантов дела к террористам, в 2015 году утверждавший об организации американцами теракта в Charlie Hebdo с целью навредить России.
20 февраля 2020 года адвокат фигуранта дела Ильи Шакурского Сергей Моргунов сообщил о посещении своего подзащитного в пензенском следственном изоляторе журналистами государственного телеканала «Россия-24». Согласно Шакурскому, его завели в следственный кабинет к ждавшим журналистам, начавшим задавать вопросы про «манифест». Антифашист отказался говорить с ними без своего адвоката, по его словам государственные журналисты, отсутствовавшие на рассмотрении манифеста в суде, узнали про дело только сейчас из-за большого резонанса.

### Реакция на приговоры

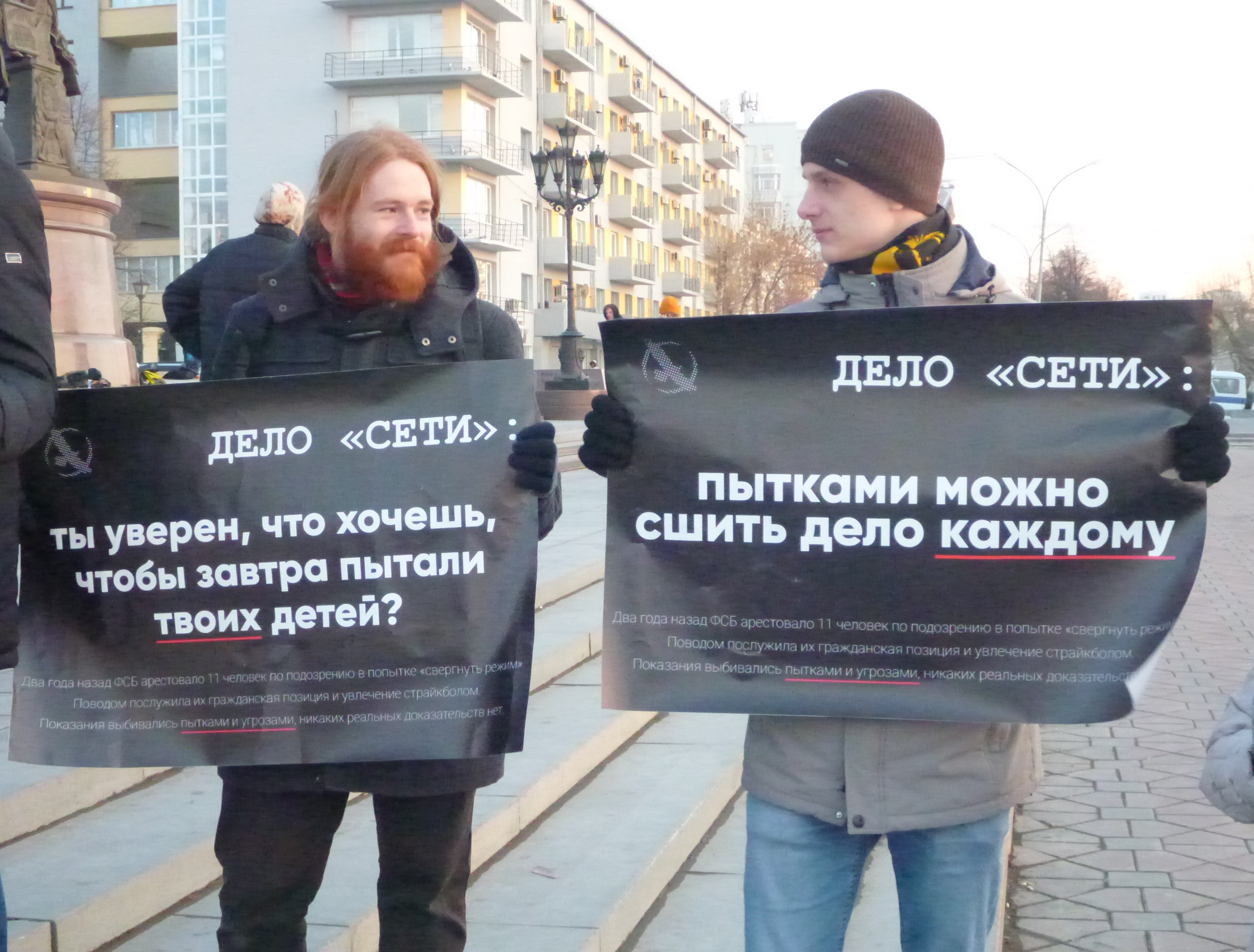
Пикетчики в Екатеринбурге с плакатами против приговора по делу «Сети», 6 марта 2020 года

Перед зданием Приволжского окружного военного суда в Пензе в феврале 2020 года, во время процесса «Сети», проходили одиночные пикеты. 10 февраля, когда был оглашён обвинительный приговор, в зале суда находилось около 40 слушателей. Судьи покидали зал под крики «Позор!» Этот лозунг подхватили ещё 50 человек, которым не хватило места в зале, и они стояли за дверями, в фойе первого этажа. После оглашения приговора несколько десятков человек вышли с пикетами на центральные улицы Пензы. Акция протеста длилась весь день 10 февраля и завершилась поздно вечером у здания следственного изолятора, где находятся осуждённые. Вечером 11 февраля четверо активистов были задержаны в Пензе по обвинению в нанесении граффити «Не прости дело Сети». В Москве у здания ФСБ на Лубянской площади 10 февраля также прошли пикеты в поддержку осуждённых.
Глава СПЧ Валерий Фадеев отказался комментировать приговор, сославшись на свой статус «сотрудника администрации президента». В то же время он заявил о готовности СПЧ рассмотреть заявления осуждённых, их родственников или адвокатов, «если те обратятся за защитой».
12 февраля 2020 года российские учёные опубликовали открытое письмо в поддержку осуждённых по «делу Сети». В ответ на него 13 февраля пресс-секретарь президента России Дмитрий Песков напомнил, что президент России Владимир Путин давал поручение провести проверку этого дела.
14 февраля 2020 года правозащитники Лев Пономарёв, Валерий Борщёв и Светлана Ганнушкина обратились к Владимиру Путину с просьбой о встрече, чтобы рассказать о деле «Сети». По их мнению, дело «Сети» указывает на возрождение в России «практик Большого террора».
17 февраля 2020 года 13 независимых книжных магазинов из 9 российских городов, в том числе «Фаланстер» (Москва), закрылись на один день, а их представители вышли на одиночные пикеты в знак протеста против приговора.
Также в поддержку фигурантов дела выступили более ста писателей, поэтов, журналистов, переводчиков, литературоведов, публицистов, издателей и других деятелей культуры и общественных деятелей. С осуждением «практики пыток со стороны специальных служб» выступил ряд художников, искусствоведов, галеристов и музейных работников. Представители Союза кинематографистов России в обращении назвали приговоры фигурантам дела «ультимативными актами устрашения, ломающими судьбы людей ради текущей политической повестки». Протест в связи с преследованием молодых людей высказали мультипликаторы и аниматоры. Более тысячи педагогов подписали письмо, опубликованное межрегиональным профсоюзом работников образования «Учитель», в котором указали, что дело является сфабрикованным и используется для устрашения собственного народа. Сотни студентов подписали открытое письмо на сайте студенческого журнала DOXA, в котором выразили сомнение в принятых судом доводах. Несколько сотен психологов выразили поддержку фигурантам дела, подписав письмо, в котором потребовали пересмотреть дело и отказаться от практики пыток.
Приговор осудила Ассоциация независимых общественных наблюдателей, отметив, что в «основу обвинения в значительной степени были положены показания, данные под пытками». Десятки муниципальных депутатов Санкт-Петербурга обратились к генпрокурору Игорю Краснову с просьбой «принести протест на решение Приволжского окружного военного суда с целью отменить обвинительный приговор и вынести оправдательный», а также привести к ответственности всех, кто применял пытки и фальсифицировал доказательства. Председатель партии «Справедливая Россия» Сергей Миронов направил обращения в генеральную прокуратуру и Верховный суд по поводу дела «Сети», указав на возможное использование правоохранителями пыток по отношению к обвиняемым.
Телеведущая и бывший кандидат в президенты РФ Ксения Собчак утверждала о наличии в материалах дела доказательств вины фигурантов. Особое внимание она уделяла некой «прикреплённой к делу переписке».
25 февраля 2020 года 154 муниципальных депутатов Санкт-Петербурга подписали обращение к генеральному прокурору Российской Федерации Игорю Краснову с просьбой отменить приговор по делу «Сети» и расследовать все обстоятельства фабрикации дела и пыток. Они также просили, чтобы прокуратура отказалась от предъявленных обвинений в отношении Виктора Филинкова и Юлия Бояршинова.
22 июня 2020 года возле здания суда в Петербурге после оглашения приговора Филинкову и Бояршинову было задержано около 30 человек, включая жену Бояршинова Яну Сахипову и члена Общественной наблюдательной комиссии Петербурга Яну Теплицкую. По сообщению «Новой Газеты», у ряда полицейских в нарушение законодательства отсутствовали нагрудные жетоны.